# Jardines de la universidad del sur de Illinois en Edwarsville
Los Jardines de la universidad del sur de Illinois en Edwarsville en inglés: The Gardens at Southern Illinois University Edwardsville (SIUE) es un jardín botánico y arboreto de 35 acres (14 ha), en el campus de la Universidad del Sur de Illinois en Edwardsville que consta de 2,660 acres (1,080 ha), Edwardsville, Illinois. 
El jardín botánico y arboreto sirven una doble función como un laboratorio viviente dedicado en apoyo de las misiones educativas y de investigación de la Universidad y como un lugar de belleza para la comunidad universitaria a compartir con el público en general. A la luz de esta dualidad, el plan maestro de los Jardines "pide la creación de un parque público con una horticultura espectacular, espacios para eventos, espacios para reuniones sociales y jardines contemplativos" y el ser continuamente mejorado durante los próximos años.
Los jardines en la SIUE están reconocidos por el Missouri Botanical Gardens como un "Signature Garden."

## Localización
Los jardines en la SIUE se encuentran ubicados en Arboretum Lane, yendo hacia el sur por "Cougar Lake Road" en el campus de la SIUE. También son accesibles por el carril de bicicletas "Delyte Morris Bike Trail", que conecta con el "Madison County Transit Nature Trail".
The Gardens at Southern Illinois University Edwardsville, University Drive and Cougar Lake Road
Mailing: Deparment of Biological Sciences, Box 1651, Edwardsville, Madison county, Illinois 62026 United States of America-Estados Unidos de América. 
Planos y vistas satelitales.38°48′32″N 89°59′34″O / 38.80889, -89.99278
Generalmente abierto al público todos los días cuando la universidad está abierta.

## Historia
En abril de 1990, Donal Myer, decano de la antigua Facultad de Ciencias de la SIUE anunció que había comenzado la planificación para la creación de un arboretum en el campus, al estar situado al norte de la zona de aparcamiento de la "Tower Lake" (ahora Cougar Lake zona de recreo). El arboretum había sido parte de los planes para la universidad desde sus inicios, pero no se hizo nada hasta que "Frank Kulfinski", profesor de Ciencias Medioambientales, sugirió que era hora de comenzar. A raíz de la muerte del Dr. Myers en agosto, la Junta de Síndicos nombraron al arboreto de la SIU en su honor, y el Dr. Kulfinski se convirtió en su primer director.
En los años siguientes, la colección de árboles se ha ampliado y diversificado, y el arboretum se convirtió en una herramienta educativa y como un destino de recreación para la comunidad SIUE.
A finales de la década de 1990, se recaudaron fondos para seguir desarrollando el sitio. Entre las mejoras, se erigió una señal permanente y se construyó un puente al otro lado de la charca Tortuga. En 1998, el "Donal G. Myer Arboretum" fue dedicado de nuevo.
En el 2003, el presidente del "Missouri Botanical Gardens" Dr. Peter Raven creó la " Metro-east Outreach Advisory Committee" (Metro-este de Alcance del Comité Asesor), presidido por el exalumno SIUE Korte Ralph y enfocada a descubrir maneras de amplificar la imagen del Jardín Botánico de Misuri y la región de Metro East. Este comité creó el concepto de "Signature Gardens" (Jardines Firma), y el Arboretum Donal Myer fue elegido como uno de los tres jardines catalogados como "Signature Gardens" en Metro East.
En el 2004, la firma "Terra Design Studios of Pittsburgh" fue contratada para ayudar a un equipo de planificación, que consistía en personal de la Fundación de SIUE; facultativos de SIUE, el personal y la administración, y miembros de la comunidad de Metro East para el desarrollo de un plan maestro para el arboreto. Fruto de este proceso fue establecida una planificación para el sitio que más se parecía a un jardín botánico público que un arboreto convencional, dando lugar a la conclusión de que el Arboretum Myer se convertiría en una parte de una entidad mayor ---Los jardines de SIUE.
En el 2005, SIUE contrató a Doug Conley como el primer director de los jardines a tiempo completo. 
En abril de 2006 el primer evento anual del Arbor Day organizado por 30 voluntarios. En mayo del mismo año, Rita Hardy donó un conjunto de esculturas de viento a los jardines, y en septiembre, "The Hardy Family Wind Forest" fue dedicado como "Garden Party" asistiendo más de 200 invitados y discurso de apertura a cargo del Dr. Raven y del Canciller de SIUE Vaughn Vandergrift
Con la finalización del Plan Maestro de los jardines, se formó en 2007 la asociación sin ánimo de lucro de "Los Amigos de los Jardines de SIUE". El segundo evento anual del Día del Árbol contó con 59 voluntarios y 30 visitantes, el evento fue una combinación de trabajo y evento educativo, en el cual los voluntarios recogieron malas hierbas y plantaron árboles, mientras que los visitantes fueron instruidos sobre el valor de los árboles.
Gracias a los esfuerzos de Doug Conley, la Universidad, los Amigos de los Jardines y a generosos benefactores, el desarrollo y la mejora de los jardines continúa, convirtiendo a Los Jardines SIUE en un destino acogedor para todos los visitantes.
En enero del 2012, fue designado Jane Drake como el segundo director del jardín.

## Colecciones[9][10]
Entre los jardines temáticos del SIUE se encuentran:
- The Garden Path (El sendero del jardín), se puede deambular por un sendero de media milla a través de los jardines, lo que lleva a los visitantes sus muchas características.
- The Donal Myer Arboretum--- creado en 1990 y nombrado en honor del fallecido Donald G. Myer, biólogo y director de la antigua Escuela de Ciencias de la SIUE, el arboreto es una colección de árboles etiquetados y arbustos nativos de la región en un entorno natural.
- The Donal Myer Arboretum Plaza --- Una plaza rodeada con bancos en la entrada sur de Los Jardines.
- The Prairie Portal --- un jardín de 1 acres creado por el Rotary Club de Edwardsville que funcionará como un portal desde el "Garden Path" a un camino que aún no construido, el "Loop Prairie".[11]
- The Hardy Family Wind Forest-- una serie de esculturas cinéticas obras de Lyman Whitaker se ponen en movimiento por el viento, la creación de imágenes en constante cambio. El conjunto incluye el Spinner Doble, La flor de Lis, la doble hélice, La Llama del desierto, y el bailarín doble. Las esculturas fueron donadas por Rita Hardy de Highland.

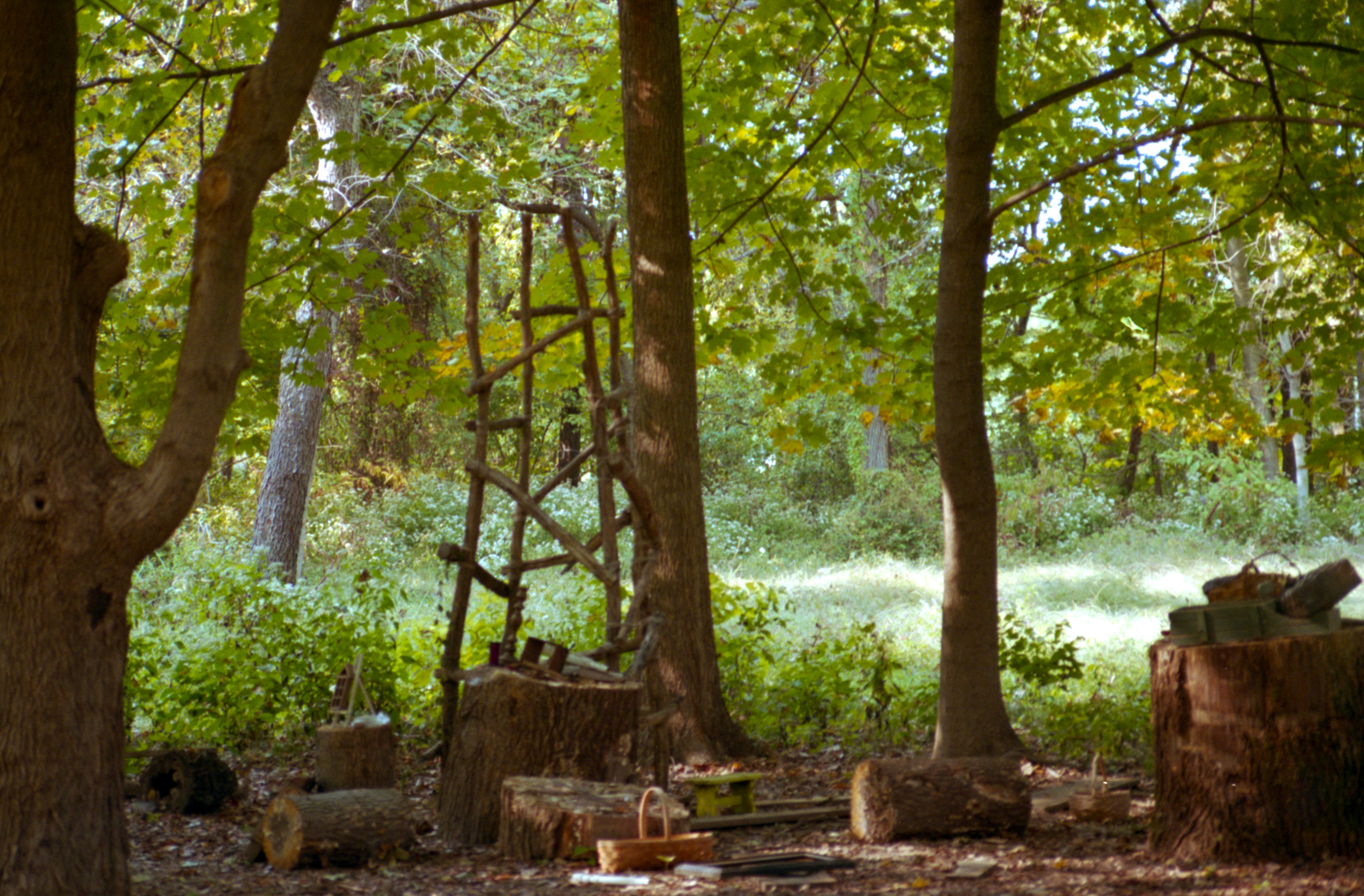
Un ejemplo de algunas de las "Art For The Earth" en el The Gardens at SIUE

- The Lantern--- un camino por el puente ya través de los pinos conduce a una plaza fuera de un pequeño anfiteatro frente a la pérgola de influencia oriental situada en el borde de la charca de la tortuga. Un lugar para pequeñas reuniones o una tranquila contemplación, la linterna fue concebido por estudiantes de reconocimiento nacional de SIUE[12][13] proyecto de la Escuela de Ingeniería SIUE y diseñado por Jamie Henderson de "Henderson Associates Architects". Construido en piedra y cedro, la Linterna asoma a la fuente en la charca Rana y cuenta con un conjunto de led que se iluminan por la noche, ofreciendo la imagen que le da nombre.[14]
- Art For The Earth--- Obras artísticas instaladas en honor del Earth Day utilizando aproximaciones al arte "green". Algunos trabajos están instalados durante un periodo determinado de tiempo, los demás son biodegradables y vuelven a la tierra en un periodo de tiempo. Nuevas obras se instalan cada mes de abril.[15]
- The Prairie House--- (previsto para el 2012-13)servirá como sede permanente de eventos especiales y clases, ofreciendo clases de interior y al aire libre y espacios de reunión, salas de descanso, sala verde para la preparación de eventos, una cocina al aire libre, patio y zonas de césped.
- The Presidents' Way --- Una serie de bancos a lo largo de un tramo del "Garden Path", que conmemora los expresidentes de la Fundación SIUE.
- Oak Savannah --- Un trozo de pradera natural de Illinois restaurada plantado en 2000 por el Departamento de Ciencias Biológicas de la SIUE.[16] Más de 40 plantas nativas fueron incluidas en las plantaciones iniciales.
- Frog Marsh --- un brazo pantanosos de la "Cougar (Tower) Lake" conservado como hábitat natural de los anfibios y reptiles indígena.